# Zenithoptera
Zenithoptera is een geslacht van libellen (Odonata) uit de familie van de korenbouten (Libellulidae).

## Soorten
Zenithoptera omvat 4 soorten:
- Zenithoptera anceps Pujol-Luz, 1993
- Zenithoptera fasciata (Linnaeus, 1758)
- Zenithoptera lanei Santos, 1941
- Zenithoptera viola Ris, 1910